# Kisúgó
A Kisúgó egyetlen számban megjelent illegális szamizdat folyóirat volt a 80-as évek elején, a pártállami rendszer utolsó évtizedében. A Beszélő című szamizdattal egyidőben indult.
A lap indítását 1980 augusztusában egy baráti kör határozta el: Lányi András (az ötletgazda), Dániel Ferenc, Bojtár Endre, Horváth Iván és Vági Gábor (Bojtár és Horváth később visszalépett). Dániel révén kerültek kapcsolatba Orosz Istvánnal, aki vállalta a stencilezést. Az anyag 1980/81 fordulójára készen állt, Oroszhoz tavasszal került. A számba írt többek közt Szabó Miklós és Tamás Gáspár Miklós is, de mindenki névtelenül, elkerülendő a rendőrségi, belügyi zaklatást. 
A Kisúgóból, mely sokak szerint nívósabbnak indult a Beszélőnél, mindössze egyetlen szám jelent meg, 1981 októberében, egy héttel a Beszélő megjelenése után. (Az időzítésről utólag vita bontakozott ki a két lap között.) Vági Gábor vezércikke az ellenzéki programkészítés szükségességét fogalmazta meg.
A Beszélő köréhez tartozó Kőszeg Ferenc szerint a Kisúgó azért lett rövid életű, mert hiányzott a folyamatos megjelentetéséhez szükséges háttér-infrastruktúra, és a szerkesztők belátták, hogy a hazai szűk „piac” nem bír el két hasonló profilú szamizdat folyóiratot.
Az Élőlánc Magyarországért ökopárt 2006-ban újra kiadta a Kisúgót. A sorrendben 2. szám március 15-én jelent meg, s abban az évben még három, 2007-ben pedig egy újabb szám követte.

## Külső hivatkozás
- Csizmadia Ervin: A szamizdat szubkultúrája